# Antonio Rivas Villalobos
José Antonio Rivas Villalobos (Concepción, 7 de marzo de 1961) es docente y político chileno, exmilitante del Partido Socialista. Es el segundo alcalde en la historia de Chiguayante y estuvo en el cargo por tres periodos consecutivos, tras las elecciones municipales de 2012, 2016 y 2021.

## Biografía

### Estudios
Estudió en el Colegio Salesiano de Concepción donde formó parte del centro de alumnos de dicha institución en diversos cargos como secretario y vicepresidente. Se tituló como Profesor de Música de la Universidad de Concepción en 1988 con el grado de Licenciado en Educación, mención Música, donde fue secretario general de la coordinación de estudiantes de dicha casa de estudios.

### Carrera política
Fue militante de la Izquierda Cristiana desde 1978 hasta 1988 y desde 1992 milita en el Partido Socialista. Fue electo concejal de Chiguayante en las elecciones municipales del 2000, 2004 y en 2008. En las dos últimas elecciones fue el candidato que más sufragios obtuvo a su favor, con el 14,56% y 14,82% del total de los votos.
Durante las elecciones municipales de 2012, Antonio Rivas alcanzó la primera mayoría siendo electo alcalde de Chiguayante. Desde aquel año, ha seguido en el cargo por dos periodos más, en 2016 y 2021, y en la actualidad sigue siendo el alcalde de dicha comuna.
El 2021, fue elegido presidente de la Asociación Chilena de Municipalidades por el Gas a Precio Justo, organización en la que municipios de diversos lugares de Chile se unieron para participar de forma activa en la lucha por la distribución del gas como bien esencial para todos los chilenos y chilenas. También es el presidente del directorio de la Asociación de Municipalidades del Parque Nacional Nonguén. Esta organización, constituida por los municipios de Chiguayante, Concepción y Hualqui, busca el desarrollo y cuidado del Parque Nacional Nonguén

## Historial electoral

### Elecciones municipales de 2012
- Elecciones municipales de 2012 para la alcaldía de la comuna de Chiguayante[7]

| Candidato                 | Votos  | %      | Resultado |
| ------------------------- | ------ | ------ | --------- |
| Antonio Rivas Villalobos  | 13.435 | 48,41% | Alcalde   |
| Jorge Lozano Zapata       | 10.009 | 36,06% |           |
| Rodrigo Anabalón Barra    | 3.235  | 11,66% |           |
| Juan Luis Castillo Moraga | 214    | 0,77%  |           |

### Elecciones municipales de 2016
- Elecciones municipales de 2016 para la alcaldía de la comuna de Chiguayante[8]

| Candidato                | Partido | Votos  | %     | Resultado |
| ------------------------ | ------- | ------ | ----- | --------- |
| Antonio Rivas Villalobos | PS      | 12.452 | 53,8% | Alcalde   |
| Jorge Lozano Zapata      | Ind.    | 8.896  | 38,5% |           |
| Francesca Muñoz González | RN      | 1.784  | 7,7%  |           |

### Elecciones municipales de 2021
- Elecciones municipales de 2021 para la alcaldía de la comuna de Chiguayante[2]

| Candidato/a              | Partido | Votos  | %      | Resultado |
| ------------------------ | ------- | ------ | ------ | --------- |
| Antonio Rivas Villalobos | PS      | 14.973 | 50,01% | Alcalde   |
| Jorge Lozano Zapata      | Ind.    | 10.388 | 34,69% |           |
| Jessica Flores Reyes     | Ind.    | 4.581  | 15,30% |           |